# Pete Sears
Peter Sears (né le 27 mai 1948 à Bromley) est un bassiste et claviériste britannique.
Il fait ses débuts en 1964 au sein du groupe « Sons of Fred » avant de rejoindre Les Fleur de Lys en 1966. Dans les années qui suivirent, il devient un musicien de studio réputé, jouant notamment sur les albums de Rod Stewart. En 1974, il est l'un des membres du groupe Jefferson Starship, qu'il quitte en 1987. Il a également joué avec Hot Tuna entre 1992 et 2000.

## Discographie solo
- 1988 : Watchfire
- 1997 : Millennium
- 2001 : Long Haul